# 9851 Sakamoto
9851 Sakamoto è un asteroide della fascia principale. Scoperto nel 1990, presenta un'orbita caratterizzata da un semiasse maggiore pari a 2,5936880 au e da un'eccentricità di 0,3206704, inclinata di 6,49584° rispetto all'eclittica.
L'asteroide è dedicato all'astronomo giapponese Makoto Sakamoto.